# Smiling Fish 2001
Der Smiling Fish 2001 im Badminton fand Anfang Mai 2001 in Trang statt.

## Sieger und Platzierte
| Disziplin    | Gold                                               | Silber                                            | Bronze                                            |
| ------------ | -------------------------------------------------- | ------------------------------------------------- | ------------------------------------------------- |
| Herreneinzel | Jason Wong                                         | Toru Matsumoto                                    | Sairul Amar Ayob                                  |
| Herreneinzel | Jason Wong                                         | Toru Matsumoto                                    | Jakrapan Thanathiratham                           |
| Dameneinzel  | Liu Zhen                                           | Xiao Luxi                                         | Li Li                                             |
| Dameneinzel  | Liu Zhen                                           | Xiao Luxi                                         | Woon Sze Mei                                      |
| Herrendoppel | Patapol Ngernsrisuk Khunakorn Sudhisodhi           | Kitipon Kitikul Sudket Prapakamol                 | Hendri Kurniawan Saputra Wandry Kurniawan Saputra |
| Herrendoppel | Patapol Ngernsrisuk Khunakorn Sudhisodhi           | Kitipon Kitikul Sudket Prapakamol                 | Hong Chieng Hun Ng Kean Kok                       |
| Damendoppel  | Sathinee Chankrachangwong Sujitra Ekmongkolpaisarn | Duanganong Aroonkesorn Kunchala Voravichitchaikul | Liu Zhen Xiao Luxi                                |
| Damendoppel  | Sathinee Chankrachangwong Sujitra Ekmongkolpaisarn | Duanganong Aroonkesorn Kunchala Voravichitchaikul | Nucharee Teekhatrakul Nucharin Teekhatrakul       |
| Mixed        | Sudket Prapakamol Sujitra Ekmongkolpaisarn         | Ng Kean Kok Fong Chew Yen                         | Hong Chieng Hun Lim Pek Siah                      |
| Mixed        | Sudket Prapakamol Sujitra Ekmongkolpaisarn         | Ng Kean Kok Fong Chew Yen                         | Jakrapan Thanathiratham Saisamol Chattanupakorn   |